# A Love to Last
A Love to Last est une série télévisée philippine diffusée entre le 9 janvier et le 22 septembre 2017 sur l'ABS-CBN.

## Synopsis
L'histoire suit deux personnes différentes, Andeng (Bea Alonzo) et Anton (Ian Veneracion), qui montrent que deux cœurs brisés peuvent avoir ou non un dernier amour.

## Distribution

### Acteurs principaux
- Bea Alonzo : Andrea "Andeng" Agoncillo
- Ian Veneracion : Antonio "Anton" Noble IV
- Iza Calzado : Grace Silverio-Noble
- Enchong Dee : Andrew Agoncillo
- Julia Barretto : Chloe Noble
- Ronnie Alonte : Christopher "Tupe" Dimayuga
- JK Labajo : Lucas Noble
- Hannah Lopez Vito : Kitty Noble

### Acteurs secondaires
- Tirso Cruz III : Antonio "Tony" Noble III
- Perla Bautista : Carla "Mameng" Agoncillo
- Khalil Ramos : Red Hernandez
- Irma Adlawan : Virginia "Baby" Custodio-Agoncillo
- Melanie Marquez : Miriam "Mimi" Stuart
- Bernard Palanca : Tom Gonzales
- Justin Cuyugan : Gerry
- Matet de Leon : Tracy Buenaventura
- Arlene Muhlach : Noemi Agoncillo
- Anna Marin : Cecilia Hernandez-Noble
- Jenine Desiderio : Betty Agoncillo
- Denise Joaquin : Maggie Agoncillo
- Pamu Pamorada : Maxine
- Prince Stefan : Oscar
- Sam Thurman : Marcus
- Patricia Ysmael : Astrid
- Troy Montero : Michael